# Cedicus dubius
Espèce
Cedicus dubius est une espèce d'araignées aranéomorphes de la famille des Desidae.

## Distribution
Cette espèce est endémique du Japon.

## Description
La femelle holotype mesure 8,3 mm.

## Systématique et taxinomie
Cette espèce a été décrite par Strand en 1907.

## Publication originale
- Strand, 1907 : « Vorläufige Diagnosen süd- und ostasiatischer Clubioniden, Ageleniden, Pisauriden, Lycosiden, Oxyopiden und Salticiden. » Zoologische Anzeiger, vol. 31, p. 558-570 (texte intégral).